# Damià Escuder i Lladó
Damià Escuder i Lladó (Sarrià de Ter, 16 d'octubre de 1934 - Barcelona, 15 d'agost de 2011) va ser un artista i professor de química català que va començar la seva formació als nou anys a l'Acadèmia Coquard i tot seguit a l'institut de batxillerat de Girona. Una vegada finalitzat el batxillerat va començar a estudiar Ciències Químiques a la Universitat de Barcelona però va tardar un any més del que estava previst en acabar-lo perquè va ser sancionat amb la pèrdua d'un any acadèmic per formar part d'una manifestació estudiantil en contra del franquisme. Durant el seu període a la universitat i abans de llicenciar-se va crear una fàbrica de resines a Sant Adrià de Besòs juntament amb un amic. Aquesta va acabar convertint-se en una fàbrica de pintures de la qual Escuder deixaria de formar-ne part abans de l'any 1961.
L'any 1960 és detingut i portat a la comissaria de Via Laietana per formar part de la primera oposició catalanista al franquisme. Seguidament passa a formar part del Front Obrer de Catalunya (FOC) i segueix tots els moviments d'aquest partit, donant lloc a múltiples arrestos i agressions per part de les autoritats espanyoles. Va ser empresonat durant dos anys per formar part d'aquest partit i entre la presó de la Model de Barcelona, Carabanchel i la de Sòria va complir condemna.
Una vegada va sortir de la presó va retornar a la Universitat de Barcelona, però aquesta vegada per estudiar Filosofia, que l'ajudaria a comprendre millor la societat, l'ésser humà i la vida. Durant aquest període s'interessarà pels vincles que uneixen el cristianisme amb el marxisme, a la vegada que assistirà amb freqüència a les classes d'economia de Manuel Sacristán.
Escuder va formar part dels primers grups de consumidors l'LSD a Espanya, i fou el creador del concepte "hòstia zen", que descriuria l'estat mental que pot provocar aquesta substància; ell la utilitzava per aconseguir un altre nivell o estat de consciència. Poc després, entre els anys 1967 i 1968, va viatjar a Londres i va participar en trobades intel·lectuals i en alguna ocasió gravarà alguna pel·lícula. No serà fins a l'any 1969, però, que no farà la primera exposició individual d'art a la llibreria Trilce on hi projecta alguna de les seves pel·lícules. De fet, era habitual que en les seves exposicions artístiques s'hi estiguessin passant pel·lícules seves simultàniament. Aquest mateix any, Escuder coneixerà a Rosa Ribas, amb qui mantindrà una relació sentimental durant uns anys.
L'any 1976 coneix a Maria Capellas que serà la seva dona fins que mori, i viuran a Barcelona envoltats de les obres d'Escuder, dibuixos, escrits, materials, etc. Fins als 80 Damià participarà en nombrosos actes de solidaritat i mostrarà suport a les causes polítiques i socials que ell creia pertinents. A principis de la dècada començarà a practicar taitxí, sent un dels pioners que introduiran i practicaran aquesta art marcial a Catalunya. L'any 1984 l'ordenen bodhisattva i monjo budista zen, després d'haver estat investigant sobre aquest tema, haver aprofundit el màxim possible i haver realitzat una estada al monestir de La Gendronnière, a França.
En els darrers anys de la seva vida va exercir de professor de matemàtiques i física a Catalunya i va viatjar a la Xina i a l'Índia, cosa que va despertar més el seu interès per aquestes cultures. Va realitzar les seves últimes exposicions i finalment va morir a Barcelona el 13 d'agost del 2011.

## Context artístic

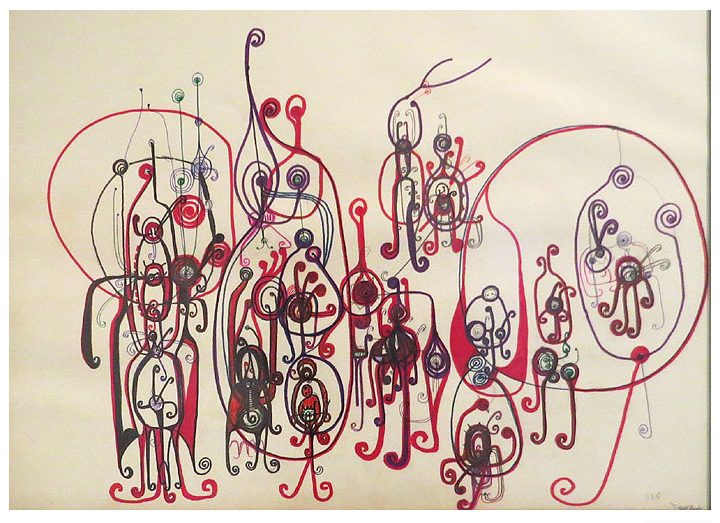
País, 1975, Retolador sobre paper

Damià Escuder pintarà i dibuixarà des de petit encara que no sempre segueixi la mateixa trajectòria. La contracultura, l'interès per la iconografia de Sant Jordi i el drac juntament amb Buda, faran que la seva manera d'expressar-se artísticament variï al llarg del temps. Un cop finalitzada la seva militància, per exemple, les seves pintures canvien, i passa d'un art de pintures de paisatge i "impressionistes", a un art molt més personal. Cal dir que l'LSD té un paper rellevant en tot aquest canvi i en la seva nova manera de pintar. De fet, podem veure en la seva trajectòria individual l'aparició i la barreja de Sant Jordi i el drac, com a representació del que és Catalunya i el que representa per ell, i de Buda, que representarà la llibertat i la salvació universal. L'art, doncs, també es tornarà un recurs d'activisme polític.
El treball més personal d'aquest artista té lloc entre els anys 60 i 70, en una situació de postguerra i a la vegada en una activació econòmica motivada pels ministres tecnòcrates. Així doncs, l'art també pren importància rellevant en aquest període, el seu públic passa a ser més ampli i els artistes passen a ser més valorats i per consegüent més cotitzats. L'aparició de les galeries i les exposicions d'art és el que potenciarà aquests artistes i contribuirà a que hi hagi un transit d'obres i autors arreu del país. Aquest context, doncs, és el que acompanyarà les obres públiques d'Escuder i el que, potser, ajuda a entendre el seu tipus de pintura.

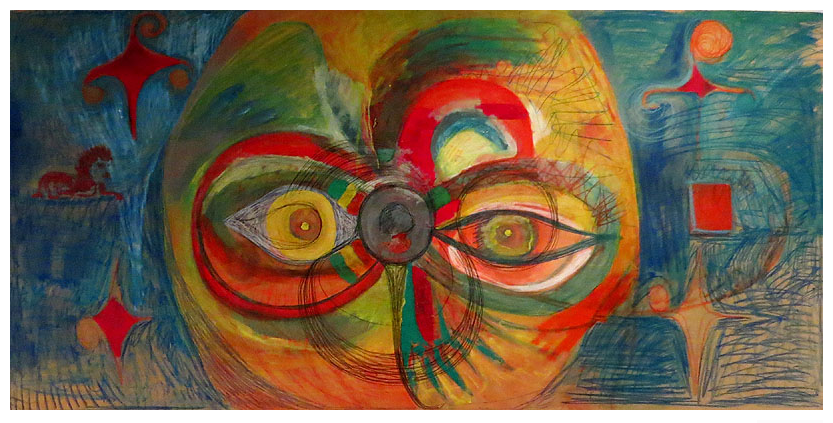
Sense títol

Tanmateix, Escuder no va poder formar mai part d'aquestes galeries, i, de fet, aquest és un dels motius pel qual va acabar seguint un camí propi, singular i personal que pretenia atendre les seves inquietuds i necessitats íntimes a l'hora de pintar o dibuixar.
Aquest fet ens fa relacionar-lo amb l' "Art brut" o l'"Art marginal" que correspon precisament a aquesta personalitat espontània que trenca amb les tendències preestablertes fins llavors com la composició, l'harmonia o la tècnica.
De fet, després de la Segona Guerra Mundial les noves generacions d'artistes rebutjaran el perfil racionalista anterior i buscaran el surrealisme i deixar-se endur pels seus instints i sensacions a l'hora de crear. Això els conduirà a una espiritualitat i a uns símbols universals i eterns (com Sant Jordi o Buda), que juntament amb l'automatisme, acabaran sent els pilars de les creacions de Damià.

## Activitat política

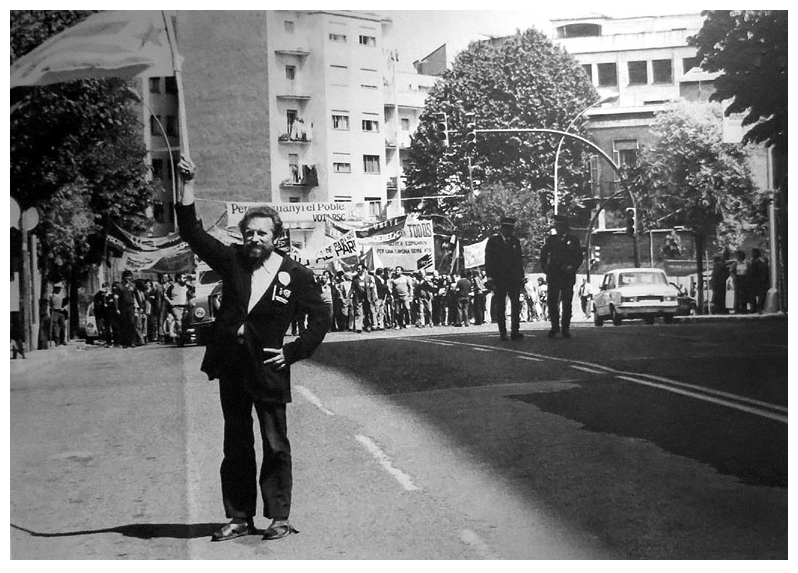
Damià Escuder i Lladó a la manifestació de l'1 de Maig, 1983.

Escuder va entrar en contacte per primera vegada amb un grup antifranquista quan va ingressar a la Universitat de Barcelona, i va formar part de la primera manifestació en contra de Franco en aquell mateix moment. Va ser castigat durament amb la pèrdua d'un any acadèmic. Tres anys més tard pren part en els Fets del Palau juntament amb l'oposició catalana al franquisme, el van detenir, interrogar i torturar, a ell i als seus companys, dos dies més tard els van deixar anar, amb una sanció.
En aquells mateixos anys va començar a militar a l'HOAC (Hermandad Obrera de Acción Católica), una organització obrera i cristiana, i també es va fer membre de l'ADP (Associació Democràtica Popular). Quan aquesta es va dividir, ell i uns quants companys, es van unir al FOC (Front Obrer de Catalunya), una de les organitzacions clau de l'esquerra antifranquista dels anys 60. El FOC va participar i promoure algunes vagues.
L'any 1962 ell i alguns dels seus companys van ser detinguts de nou, interrogats i torturats a Via Laietana, més tard van ser traslladats a Carabanchel, Madrid.
El Consell de Guerra va acusar de rebel·lió als 17 militants de la FOC per la Causa 668 - 62, i van condemnar a Escuder a dos anys de presó, els últims mesos dels quals els passarà a la presó de Sòria.
Una vegada va sortir de la presó, tot i deixar de militar, no va deixar de participar en diverses accions i campanyes, sobretot les que estaven a favor de la independència de Catalunya. Va passar un temps controlat per la Policia Nacional.
A part del seu catalanisme multiversalista i de ser independentista, no hem d'oblidar que tenia altres tendències ideològiques que ens fan pensar que era un home d'esquerres amb tendències llibertàries, poc afí al marxisme i amb una tendència al comunisme primitiu i col·lectivista.

## Conferències i exposicions
L'any 2016 es va realitzar al Museu d'Història de Girona una exposició que va presentar una donació d'obres seves al Museu i on es van poder veure algunes de les seves obres en relació als temes esmentats més amunt. Més tard, l'any 2018 es va realitzar una nova exposició, titulada Damià Escuder. Totes les vides, en què es presentaven les diferents obres i accions de Damià Escuder amb la finalitat de redescobrir aspectes de la nostra història cultural que en moltes ocasions han quedat eclipsats i oblidats. D'acord amb la línia d'aquesta exposició es va filmar un documental que recull diferents testimonis que el van conèixer i que poden explicar-ne anècdotes poc conegudes.
També és important remarcar unes jornades que es van realitzar a la Sala de Graus de la Facultat de Lletres de Girona sota el nom de "Els encontres de la Càtedra" que, l'any 2016, dediquen la seva primera sessió a parlar d'Escuder i que s'organitzen amb la intenció de treballar i conèixer els artistes que treballen i viuen en el nostre entorn immediat.
El Diari de Girona publica l'any 2000 una entrevista amb Damià i la pàgina de Pedres de Girona oferèix un recull de fotografies i dibuixos d'aquest artista que poden ajudar a reconstruir el seu estil i la seva imatge.